# Personer i Sverige födda i Lettland
Till personer i Sverige med ursprung i Lettland räknas personer som är folkbokförda i Sverige och som har sitt ursprung i Lettland. Enligt Statistiska centralbyrån fanns det 2017 i Sverige sammanlagt cirka 8 000 personer födda i Lettland. 2019 bodde det i Sverige sammanlagt 13 249 personer som antingen själva var födda i Lettland eller hade minst en förälder som var det. Siffran innefattar inte personer födda 1944-1991 då Lettland var en del av Sovjetunionen.

## Historik
Omkring 4 000 letter flydde till Sverige under andra världskriget, de flesta med båt över Östersjön.

## Historisk utveckling

### Födda i Lettland
| Personer i Sverige födda i Lettland 1930–2024 | Personer i Sverige födda i Lettland 1930–2024 | Personer i Sverige födda i Lettland 1930–2024 | Personer i Sverige födda i Lettland 1930–2024 | Personer i Sverige födda i Lettland 1930–2024 |
| --- | --------------------------------------------- | --------------------------------------------- | --------------------------------------------- | --------------------------------------------- |
| |                                               |                                               |                                               |                                               |
| År |                                               |                                               | Folkmängd                                     |                                               |
| 1930 | 1930                                          |                                               | 550                                           |                                               |
| 1950 | 1950                                          |                                               | 4 423                                         |                                               |
| 1970 | 1970                                          |                                               | 3 244                                         |                                               |
| 1980 | 1980                                          |                                               | 2 664                                         |                                               |
| 1990 | 1990                                          |                                               | 2 025                                         |                                               |
| 2000 | 2000                                          |                                               | 2 305                                         |                                               |
| 2001 | 2001                                          |                                               | 2 349                                         |                                               |
| 2002 | 2002                                          |                                               | 2 421                                         |                                               |
| 2003 | 2003                                          |                                               | 2 482                                         |                                               |
| 2004 | 2004                                          |                                               | 2 581                                         |                                               |
| 2005 | 2005                                          |                                               | 2 715                                         |                                               |
| 2006 | 2006                                          |                                               | 2 954                                         |                                               |
| 2007 | 2007                                          |                                               | 3 122                                         |                                               |
| 2008 | 2008                                          |                                               | 3 344                                         |                                               |
| 2009 | 2009                                          |                                               | 4 116                                         |                                               |
| 2010 | 2010                                          |                                               | 4 686                                         |                                               |
| 2011 | 2011                                          |                                               | 5 304                                         |                                               |
| 2012 | 2012                                          |                                               | 5 775                                         |                                               |
| 2013 | 2013                                          |                                               | 6 096                                         |                                               |
| 2014 | 2014                                          |                                               | 6 527                                         |                                               |
| 2015 | 2015                                          |                                               | 7 026                                         |                                               |
| 2016 | 2016                                          |                                               | 7 569                                         |                                               |
| 2017 | 2017                                          |                                               | 7 973                                         |                                               |
| 2018 | 2018                                          |                                               | 8 226                                         |                                               |
| 2019 | 2019                                          |                                               | 8 621                                         |                                               |
| 2020 | 2020                                          |                                               | 8 798                                         |                                               |
| 2021 | 2021                                          |                                               | 9 288                                         |                                               |
| 2022 | 2022                                          |                                               | 10 323                                        |                                               |
| 2023 | 2023                                          |                                               | 11 154                                        |                                               |
| 2024 | 2024                                          |                                               | 11 362                                        |                                               |
| Anm.: Befolkning den 31 december respektive år förutom år 1970 som avser förhållandet den 1 november och år 1980 som avser förhållandet den 15 september. Det finns för närvarande (2018) inte någon tillgänglig statistik över letter i Sverige på 1960-talet på statistiska centralbyråns hemsida. |                                               |                                               |                                               |                                               |